# Aeroportul Lilabari
Aeroportul Lilabari (IATA: IXI, ICAO: VELR) este un aeroport din Lakhimpur district⁠(d), Upper Assam division⁠(d), Assam, India ce deservește zona North Lakhimpur⁠(d). Aeroportul a fost tranzitat în decembrie 2022 de 2.868 de pasageri.
Situat la o altitudine de 101 m, aeroportul dispune de o singură pistă. Este operat de Airports Authority of India⁠(d).